# Ogasawara Hidemasa
Ogasawara Hidemasa (小笠原秀政?   1569 - 1615) fue un samurái japonés nieto de Ogasawara Nagatoki que sirvió bajo las órdenes de Tokugawa Ieyasu.
Hidemasa recibió el han de Koga (valuado en 20.000 koku) en 1590 y fue ascendido en 1601 al han de Iida (valuado en 50.000 koku). 
En 1613 pudo finalmente recuperar el Castillo Fukashi (hoy Castillo Matsumoto) que había sido propiedad de sus antepasados (valorado en 80.000 koku).
Hidemasa murió en 1615.